# Postgiro
Le Postgiro féminin (Tour de Norvège) est une ancienne course cycliste par étapes norvégienne disputée en Norvège. Créé en 1983, supprimé en 1994, avec une interruption en 1991. Entre 2014 et 2021 et depuis 2025 deux autres compétitions portant le nom de Tour de Norvège féminin sont à nouveau organisés.

## Palmarès
| Année | Vainqueur              | Deuxième               | Troisième             |
| ----- | ---------------------- | ---------------------- | --------------------- |
| 1983  | Sandra Schumacher      | Jeannie Longo          |                       |
| 1984  | Unni Larsen            | Maria Canins           | Maria Blower          |
| 1985  | Maria Canins           | Jeannie Longo          | Nadesja Kibardina     |
| 1986  | Maria Canins           | Inga Thompson          | Brigitte Gyr-Gschwend |
| 1987  | Jeannie Longo          | Laima Zilporytė        | Heleen Hage           |
| 1988  | Danute Bankaitis-Davis | Unni Larsen            | Heleen Hage           |
| 1989  | Roberta Bonanomi       | Brigitte Gyr-Gschwend  | Hanne Rasmussen       |
| 1990  | Catherine Marsal       | Danute Bankaitis-Davis | Karina Skibby         |
| 1992  | Luzia Zberg            | Barbara Heeb           | Tone Fossum           |
| 1993  | Monica Valvik-Valen    | Luzia Zberg            | Alison Sydor          |